# Noevți (arie protejată)
Noevtsi este o arie protejată (arie de protecție specială avifaunistică — SPA) din Bulgaria întinsă pe o suprafață de 8.474,89 ha, integral pe uscat.

## Localizare
Centrul sitului Noevtsi este situat la coordonatele 42°40′11″N 22°49′38″E / 42.669722°N 22.827222°E.

## Înființare
Situl Noevtsi a fost declarat arie de protecție specială avifaunistică în martie 2007 pentru a proteja 2 specii de animale.

## Biodiversitate
Situată în ecoregiunea continentală, aria protejată nu include niciun habitat protejat.
La baza desemnării sitului se află mai multe specii protejate de  păsări (2): cristeiul de câmp (Crex crex), sfrâncioc roșiatic (Lanius collurio).
Pe lângă speciile protejate, pe teritoriul sitului au mai fost identificate 12 specii de păsări.